# Tornabous
Tornabous és un municipi de la comarca de l'Urgell.

## Geografia
- Llista de topònims de Tornabous (Orografia: muntanyes, serres, collades, indrets..; hidrografia: rius, fonts...; edificis: cases, masies, esglésies, etc).

El terme municipal és distribuït en dues zones principals. La primera és la formada pel nucli de Tornabous essent envoltat pels termes de Puigverd d'Agramunt, Claravalls, Aguilella (Barbens) i Anglesola. L'altre comprèn els nuclis de la Guàrdia d'Urgell i del Tarròs, que es troben envoltats pels termes d'Agramunt, Puigverd d'Agramunt, Barbens, Ivars d'Urgell i La Fuliola.

## Demografia
| 1497 f | 1515 f | 1553 f | 1717 | 1787 | 1857 | 1877 | 1887 | 1900 | 1910  |
| ------ | ------ | ------ | ---- | ---- | ---- | ---- | ---- | ---- | ----- |
| 21     | 12     | 24     | 95   | 199  | 677  | 615  | 686  | 975  | 1.206 |

| 1920  | 1930  | 1940  | 1950  | 1960  | 1970  | 1981 | 1990 | 1992 | 1994 |
| ----- | ----- | ----- | ----- | ----- | ----- | ---- | ---- | ---- | ---- |
| 1.396 | 1.398 | 1.424 | 1.246 | 1.193 | 1.057 | 958  | 927  | 865  | 865  |

| 1996 | 1998 | 2000 | 2002 | 2004 | 2006 | 2008 | 2010 | 2012 | 2014 |
| ---- | ---- | ---- | ---- | ---- | ---- | ---- | ---- | ---- | ---- |
| 830  | 822  | 820  | 825  | 824  | 823  | 847  | 863  | 925  | 911  |

| 2016 | 2018 | 2020 | 2022 | 2024 | 2026 | 2028 | 2030 | 2032 | 2034 |
| ---- | ---- | ---- | ---- | ---- | ---- | ---- | ---- | ---- | ---- |
| 882  | 879  | 822  | 847  | 851  | -    | -    | -    | -    | -    |

| Entitat de població | Habitants (2024) |
| Tornabous           | 617              |
| la Guàrdia d'Urgell | 156              |
| el Tarròs           | 69               |
| Font: Idescat       |                  |

## Llocs d'interès

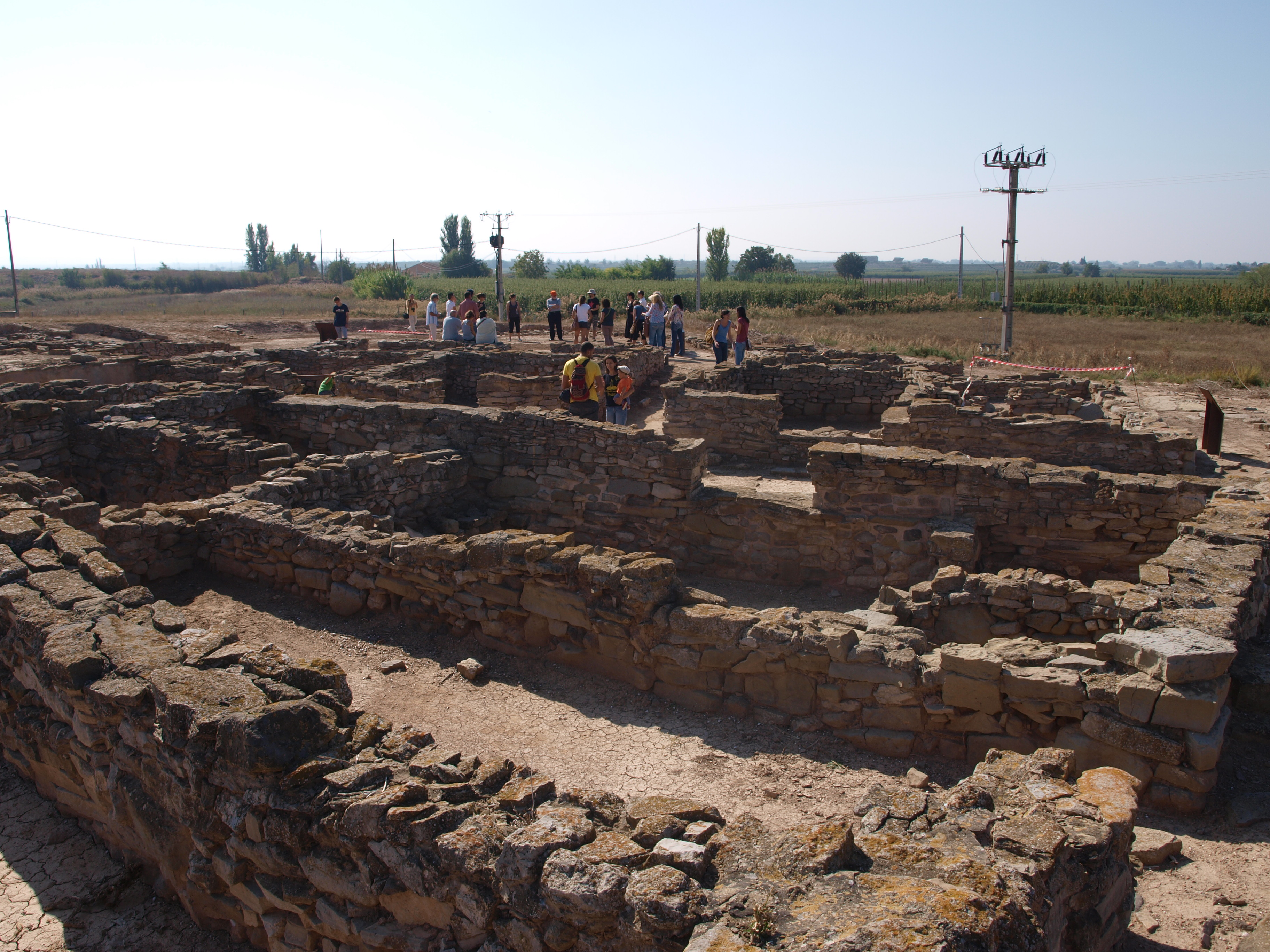
Molí d'Espígol

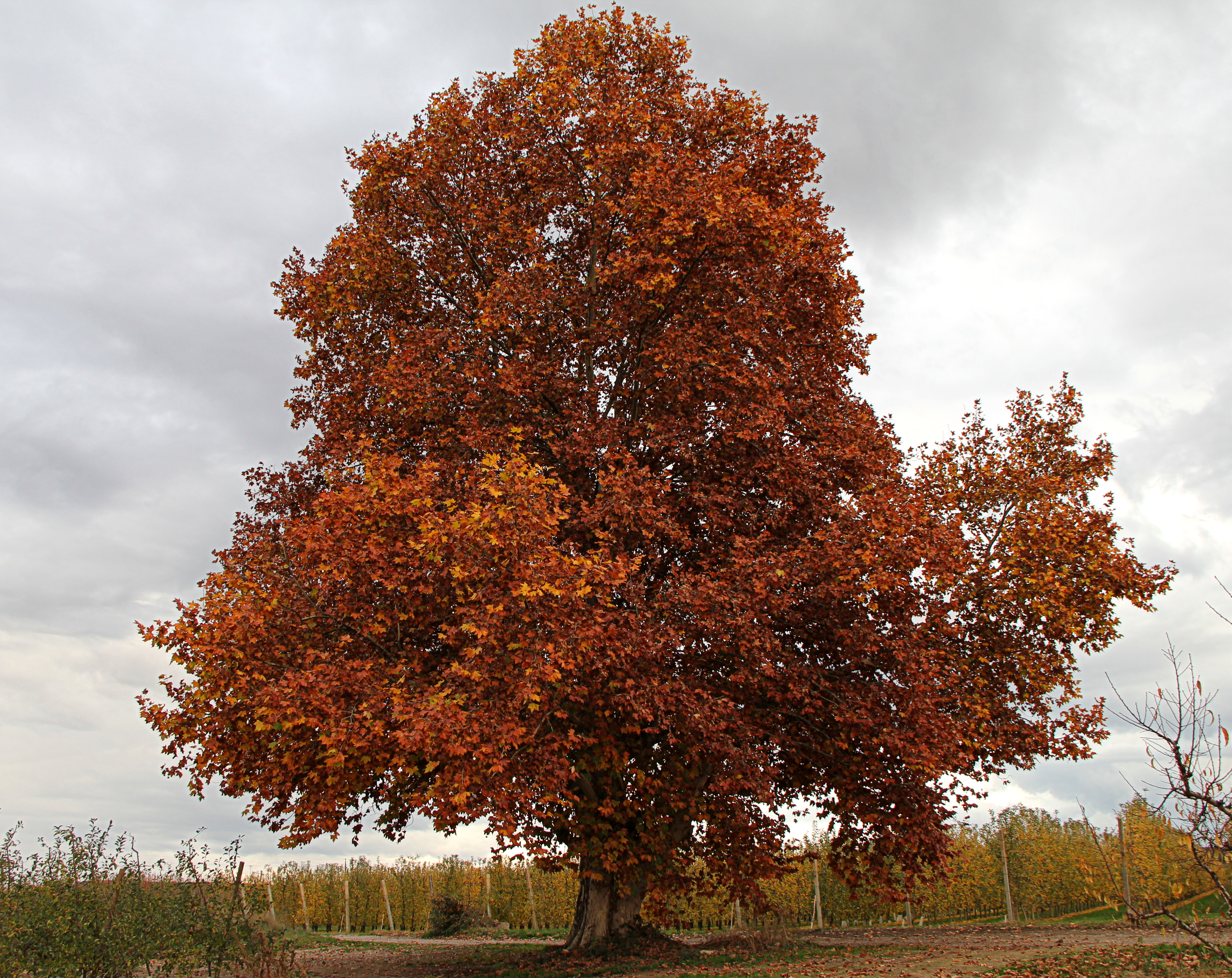
Plataner de Tornabous

D'entre els llocs d'interès de la vila, cal destacar els següents:
- Ciutat ibèrica del Molí d'Espígol. L'exemple d'urbanisme més desenvolupat dins de l'àrea ilergeta, i que segons les darreres recerques caldria identificar amb la Ciutat ibèrica d'Athanàgia o Atanagrum, la capital d'aquesta tribu ibèrica.[1]
- Santa Maria de Tornabous. Actual església parroquial (segle xx) que integra les restes de l'antiga església romànica (segles XII-XIV)
- Casal dels Pujalt. Majestuós casal renaixentista del segle xvi fa les funcions de Casa de la Vila.
- Ca l'Eloi. Casa pairal del segle xviii; de planta rectangular estructurada en planta baixa i dos pisos.
- Antic Molí d'Espígol. Restes d'un antic molí fariner, vora el Canal d'Urgell (segle xix)

A més a més, al carrer Major s'hi poden veure algunes cases dels segles xvii i XVII.
Als afores de la població, hi ha l'antic safareig comunal, recuperat recentment; el Parc del Reguer, una zona verda amb més de 26.000 metres quadrats i el Plataner de Tornabous un arbre monumental de més de 23 metres d'alçària.

## Fill il·lustres
- Salvador Seguí conegut com el Noi del Sucre, un dels personatges i líders més destacats del moviment anarcosindicalista de Catalunya de principis del segle xx.[4]
- Lluís Companys i Jover, President de la Generalitat de Catalunya, va néixer al nucli del Tarròs el 1882 quan aquest encara era una municipi independent de Tornabous.